# Jam.py
Примарни циљ Jam.py-а је омогућити развој пословних апликација заснованих на базама података лако и брзо, заснован на принципу "не понављај се", са нагласком на стварању, читању, ажурирању и брисању.
Jam.py је WSGI веб-оквир за брзи развој апликација за програмски језик Python.  Компонента сервера ради на било ком рачунару са Python-ом 2.6 или новијим верзијама. 
Нуди уграђени веб сервер, GUI креатор и приступ базама података за независне базе података.

## Карактеристике
- Појединачна дистрибуција која ради и са Python-ом 2.5+ и 3.x
- Може да ради као самостални сервер за веб развој или да се користи са било којим веб сервером који подржава WSGI.
- Уграђени креатор GUI-а под називом Application Builder
- Подршка за JSON податке клијента (за REST и JavaScript клијенте)
- Подршка за популарне базе података Oracle Database, Microsoft SQL Server, PostgreSQL, SQLite, MySQL, Фајерберд [Напомена 1]

## PythonAnywhere
PythonAnywhere Python 3.7 примена је подржана.

## Награде
- 2015. 10 најбољих оквира за веб дизајн [3]
- 2016. 35 Најбољи HTML5 и CSS3 прилагодљиви оквири [4]
- 2018. Најбољи Python веб-оквири [5]